# Beata Strzałka

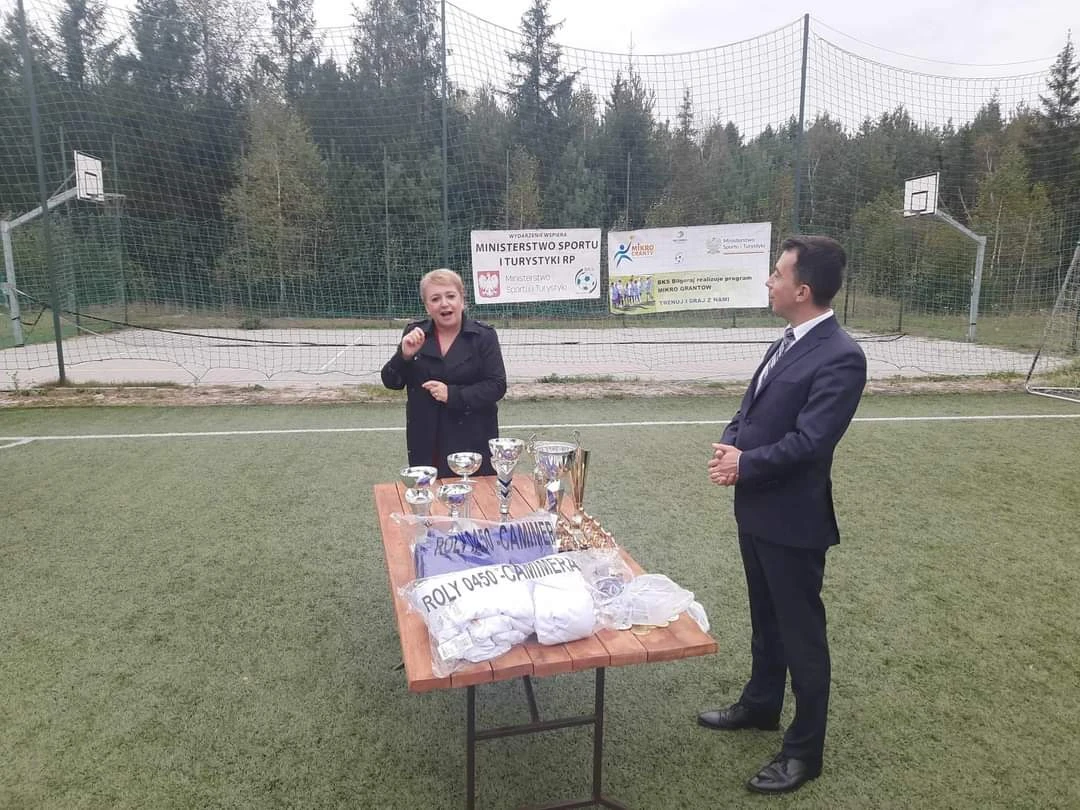
Posłanka Beata Strzałka wraz ze starostą powiatu biłgorajskiego Andrzejem Szarlipem (2023)

Beata Małgorzata Strzałka (ur. 14 czerwca 1971 w Biłgoraju) – polska polityk, samorządowiec i działaczka społeczna, posłanka na Sejm IX kadencji.

## Życiorys
W 2017 ukończyła studia licencjackie na Wydziale Nauk Społecznych Wyższej Szkoły Gospodarki Euroregionalnej im. Alcide De Gasperi w Józefowie. Ukończyła też studia podyplomowe w zakresie ubezpieczeń społecznych i zdrowotnych oraz prawa pracy na tej samej uczelni (2018), a także w zakresie organizacji pomocy społecznej w Kolegium Pracowników Służb Społecznych (2019). Pracowała w sektorze finansów, w tym w Spółdzielczej Kasie Oszczędnościowo-Kredytowej im. ks. Franciszka Blachnickiego. Współzałożycielka Stowarzyszenia Zrównoważonego Rozwoju i Przedsiębiorczości Społecznej, w którym objęła funkcję wiceprezesa. Zasiadła w radzie osiedla Puszcza Solska. Zaangażowała się w działalność polityczną w ramach Prawa i Sprawiedliwości. Została przewodniczącą miejskich struktur partii, weszła też w skład zarządu powiatowego PiS. W wyborach samorządowych w 2014 i 2018 uzyskiwała mandat radnej powiatu biłgorajskiego, otrzymując odpowiednio 455 oraz 1214 głosów. W 2018 powołana na etatowego członka zarządu powiatu.
W wyborach w 2019 została wybrana do Sejmu IX kadencji, kandydując w okręgu chełmskim i otrzymując 7785 głosów. W 2023 bezskutecznie ubiegała się o reelekcję. W listopadzie 2023 premier Mateusz Morawiecki wyznaczył ją na osobę pełniącą funkcję wójta gminy wiejskiej Biłgoraj. Została odwołana z tego stanowiska na początku stycznia 2024. W wyborach w tym samym roku ponownie wybrano ją na radną powiatu, objęła następnie funkcję wicestarosty.